# Takashi Kawanishi
Takashi Kawanishi (川西 隆?) är en japansk tidigare fotbollsspelare som spelade som mittfältare. Han spelade tre matcher för japanska landslaget 1934.

## Karriär
Kawanishi studerade vid Kwansei Gakuin-universitetet och blev i maj 1934 uttagen till Far Eastern Championship Games i Manila i Filippinerna. Han debuterade den 13 maj i en 7–1-förlust mot Nederländska Ostindien. Två dagar senare spelade han sin andra landskamp som Japan vann med 4–3 över Filippinerna. Den 20 maj spelade Kawanishi sin tredje landskamp som Japan förlorade med 4–3 mot Kina.